# Luigi Capranica
Luigi Capranica del Grillo (Roma, 13 novembre 1821 – Milano, 7 gennaio 1891) è stato un romanziere, drammaturgo e patriota italiano.

## Biografia

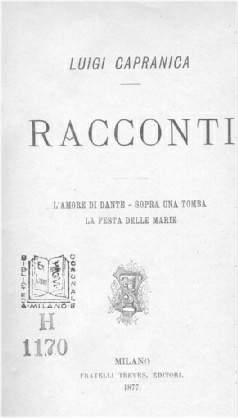
Frontespizio de Racconti, Milano : Treves, 1877

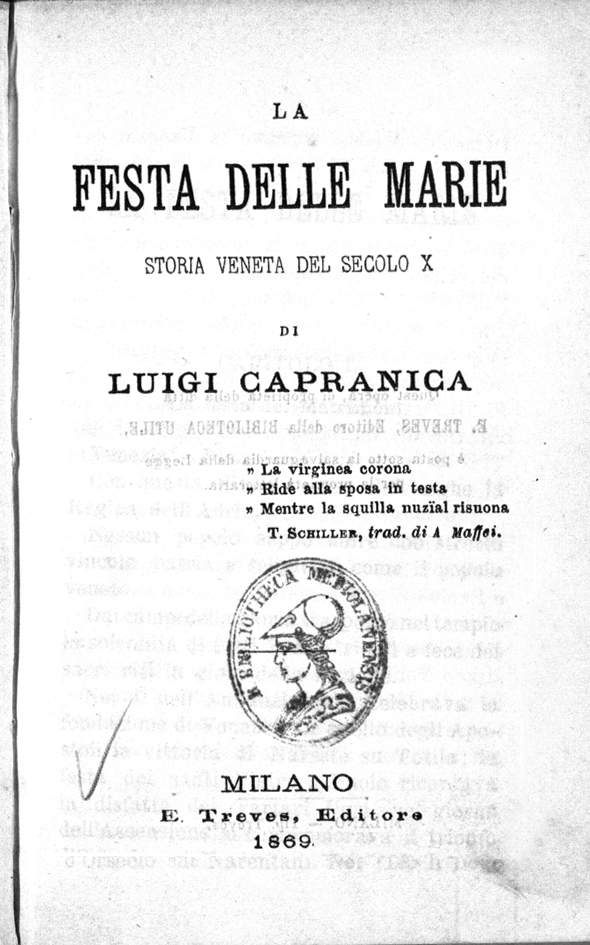
Frontespizio de La festa delle Marie, Milano : Treves, 1869

Appartenente alla famiglia romana Capranica, eredi dei marchesi del Grillo, era figlio secondogenito del marchese Bartolomeo Capranica e di sua moglie, la principessa Flaminia Odescalchi. In giovinezza guardia nobile del papa. Il suo esordio nell'attività letteraria avvenne nel 1848 come drammaturgo con le opere La Congiura dei Fieschi e Francesco Ferruccio.
Nel 1849 appoggiò la Repubblica Romana e combatté in sua difesa. Ritornato Pio IX da Gaeta, Luigi Capranica, dopo un breve periodo detentivo, lasciò Roma esule per recarsi dapprima a Venezia, dove partecipò alle ultime fasi dell'insurrezione, e poi a Milano.
Durante il soggiorno veneziano Capranica scrisse il dramma Vittoria Accoramboni, che tuttavia fu un insuccesso. In seguito a questo fiasco, pertanto, Capranica abbandonò l'attività di drammaturgo per dedicarsi alla poesia e, soprattutto, alla composizione di romanzi storici e patriottici fra cui Giovanni dalle Bande Nere (1857), Fra Paolo Sarpi (1863), Donna Olimpia Panfili (1868), Papa Sisto (1877), Re Manfredi (1884), Le donne di Nerone (1890). I suoi romanzi sono apparsi anacronistici già ai contemporanei. Appare evidente l'intento patriottico quando illustra personaggi positivi italiani, come Giovanni delle Bande Nere o Paolo Sarpi, mentre papi ed ecclesiastici sono messi in cattiva luce; nell'intreccio complicato, nell'abbondanza di colpi di scena e nella psicologia romantica dei personaggi, l'arte di Capranica più che a quella di Manzoni è stata paragonata a quella di Dumas.

## Opere
- Luigi Capranica, Il Giudizio Universale : canto. Roma : tip. Salviucci, 1842
- Luigi Capranica, Poesie. Forlì : Bordandini, 1846
- Luigi Capranica, Veglie d'amore. Venezia : dalla premiata tipografia di P. Naratovich, 1855
- Luigi Capranica, Giovanni delle bande nere : Romanzo storico. Venezia : Tipografia del Commercio, 2 Voll., 1857
- Luigi Capranica, Fra Paolo Sarpi. Milano : F. Sanvito (Tip. f.lli Borroni), 1863
- Luigi Capranica, Donna Olimpia Pamfili : Romanzo storico. Milano : E. Treves, 1870 (nuova ed. a cura di Angelo Romano; Roma, Salerno, 1988)
- Luigi Capranica, La congiura di Brescia : romanzo storico. Milano : E. Treves, 1870
- Luigi Capranica, I misteri del biscottino. Milano : presso E. Politti, 1872
- Luigi Capranica, Maschere sante : romanzo. Milano : F.lli Treves, 1875
- Luigi Capranica, La Lega lombarda e la battaglia di Legnano. Milano : Stabil. Ripamonti Carpano, 1876
- Luigi Capranica, Papa Sisto : storia del secolo XVI. Milano : Fratelli Treves, 1877
- Luigi Capranica, Racconti. Milano : F.lli Treves, 1877
- Luigi Capranica, La contessa di Melzo : storia del secolo XV. Milano : F.lli Treves, 1879
- Luigi Capranica, I moderni farisei. Roma : E. Perino, 1887
- Luigi Capranica, Le donne di Nerone : romanzo. Milano : fratelli Treves, 1890
- Luigi Capranica, Re Manfredi : Storia del secolo XIII. Milano : Fratelli Treves, 1894
- Luigi Capranica, La festa delle Marie. Milano: E. Treves, 1869

## Ascendenza
|                                                 |                                          |                                                 | Genitori                                              |  |  | Nonni |  |  | Bisnonni                       |  |  | Trisnonni                    |  |
|                                                 |                                          |                                                 |                                                       |  |  |       |  |  | Bartolomeo Capranica, marchese |  |  | Giuliano Capranica, marchese |  |
|                                                 |                                          |                                                 |                                                       |  |  |       |  |  | Bartolomeo Capranica, marchese |  |  | Giuliano Capranica, marchese |  |
|                                                 |                                          | Laura Rondanini                                 |                                                       |  |  |       |  |  | Bartolomeo Capranica, marchese |  |  |                              |  |
| Giuliano Capranica, marchese del Grillo         |                                          |                                                 |                                                       |  |  |       |  |  | Bartolomeo Capranica, marchese |  |  |                              |  |
|                                                 |                                          | Eleonora Cavallerini                            | Alfonso Cavallerini                                   |  |  |       |  |  |                                |  |  |                              |  |
|                                                 |                                          | Eleonora Cavallerini                            | Alfonso Cavallerini                                   |  |  |       |  |  |                                |  |  |                              |  |
|                                                 |                                          | Eleonora Cavallerini                            | Dianora Capranica                                     |  |  |       |  |  |                                |  |  |                              |  |
| Bartolomeo Capranica, marchese del Grillo       |                                          | Eleonora Cavallerini                            |                                                       |  |  |       |  |  |                                |  |  |                              |  |
|                                                 |                                          | Alessandro Casali, marchese di Pastina          | Giovanni Batista Casali, marchese di Pastina          |  |  |       |  |  |                                |  |  |                              |  |
|                                                 |                                          | Alessandro Casali, marchese di Pastina          | Giovanni Batista Casali, marchese di Pastina          |  |  |       |  |  |                                |  |  |                              |  |
|                                                 |                                          | Alessandro Casali, marchese di Pastina          | Maria Maddalena Mellini                               |  |  |       |  |  |                                |  |  |                              |  |
| Gertrude Casali                                 |                                          | Alessandro Casali, marchese di Pastina          |                                                       |  |  |       |  |  |                                |  |  |                              |  |
|                                                 |                                          | Vittoria da Cinque                              | ?                                                     |  |  |       |  |  |                                |  |  |                              |  |
|                                                 |                                          | Vittoria da Cinque                              | ?                                                     |  |  |       |  |  |                                |  |  |                              |  |
|                                                 |                                          | Vittoria da Cinque                              | ?                                                     |  |  |       |  |  |                                |  |  |                              |  |
| Luigi Capranica                                 |                                          | Vittoria da Cinque                              |                                                       |  |  |       |  |  |                                |  |  |                              |  |
|                                                 | Livio Odescalchi, II principe Odescalchi | Baldassarre Odescalchi, I principe Odescalchi   |                                                       |  |  |       |  |  |                                |  |  |                              |  |
|                                                 | Livio Odescalchi, II principe Odescalchi | Baldassarre Odescalchi, I principe Odescalchi   |                                                       |  |  |       |  |  |                                |  |  |                              |  |
|                                                 | Livio Odescalchi, II principe Odescalchi | Eleonora Maddalena Borghese                     |                                                       |  |  |       |  |  |                                |  |  |                              |  |
| Baldassarre Odescalchi, III principe Odescalchi | Livio Odescalchi, II principe Odescalchi |                                                 |                                                       |  |  |       |  |  |                                |  |  |                              |  |
|                                                 |                                          | Maria Vittoria Corsini                          | Filippo Corsini, II principe di Sismano               |  |  |       |  |  |                                |  |  |                              |  |
|                                                 |                                          | Maria Vittoria Corsini                          | Filippo Corsini, II principe di Sismano               |  |  |       |  |  |                                |  |  |                              |  |
|                                                 |                                          | Maria Vittoria Corsini                          | Ottavia Strozzi                                       |  |  |       |  |  |                                |  |  |                              |  |
| Flaminia Odescalchi                             |                                          | Maria Vittoria Corsini                          |                                                       |  |  |       |  |  |                                |  |  |                              |  |
|                                                 |                                          | Benedetto II Giustiniani, V principe di Bassano | Girolamo Vincenzo Giustiniani, IV principe di Bassano |  |  |       |  |  |                                |  |  |                              |  |
|                                                 |                                          | Benedetto II Giustiniani, V principe di Bassano | Girolamo Vincenzo Giustiniani, IV principe di Bassano |  |  |       |  |  |                                |  |  |                              |  |
|                                                 |                                          | Benedetto II Giustiniani, V principe di Bassano | Maria Angelica Ruspoli                                |  |  |       |  |  |                                |  |  |                              |  |
| Caterina Valeria Giustiniani                    |                                          | Benedetto II Giustiniani, V principe di Bassano |                                                       |  |  |       |  |  |                                |  |  |                              |  |
|                                                 |                                          | Cecilia Carlotta Francisca Anna Mahony          | James Joseph O'Mahony, conte Mahony                   |  |  |       |  |  |                                |  |  |                              |  |
|                                                 |                                          | Cecilia Carlotta Francisca Anna Mahony          | James Joseph O'Mahony, conte Mahony                   |  |  |       |  |  |                                |  |  |                              |  |
|                                                 |                                          | Cecilia Carlotta Francisca Anna Mahony          | Anne Clifford                                         |  |  |       |  |  |                                |  |  |                              |  |
|                                                 |                                          | Cecilia Carlotta Francisca Anna Mahony          |                                                       |  |  |       |  |  |                                |  |  |                              |  |